# Aspiduchus
Aspiduchus es un género de insectos blatodeos (cucarachas) de la familia Blaberidae, subfamilia Blaberinae. 
Cuatro especies pertenecen a este género:
- Aspiduchus borinquen Rehn, 1951
- Aspiduchus cavernicola Rehn, 1951
- Aspiduchus deplanatus Saussure, 1864
- Aspiduchus rothi Gutiérrez & Perez-Gélabert, 2001